# Figoun
Le terme de langue ligure figoun désigne les personnes et parlers originaires de l'extrême ouest de la Ligurie (l'actuelle province d'Imperia) venus en Provence aux XVe et XVIe siècles pour repeupler des villages victimes de la peste ou de la guerre civile : Biot et Vallauris (aux environs d'Antibes), ainsi que Mons et Escragnolles (à l'ouest de Grasse),.
Selon Frédéric Mistral, le nom proviendrait du hameau de Figounia, dans la province d'Imperia, mais ce lieu n’existe que dans son imagination.
L'origine du mot figoun remonte probablement au Moyen Âge et se référerait en Ligurie à une frange de la population pauvre, marginale et souvent nomade qui consommaient des figues sèches, fruits qui abondent dans la région et remplaçaient, chez les pauvres, le sucre et le miel. Certains Figouns vendaient ces fruits de façon itinérante. Comme tous les ambulants et nomades, les vendeurs de figues sèches étaient peu appréciés ; le terme figoun est de ce fait plutôt péjoratif. Il semble que le mot figoun ait été exporté de la région même où vivaient ceux qui étaient définis comme tels par le reste de la population locale. En Provence, le mot emprunté au dialecte ligure a par la suite désigné tous les pauvres émigrés venus de Ligurie aux XVe et XVIe siècles ainsi que leurs descendants qui ont conservé un dialecte particulier.

## Les Figouns

Les parlers ligures en France et à Monaco
Figoun (Alpes-Maritimes)
Figoun (Var, Monaco)
Royasque
Tendasque (Royasque)
Ligure colonial (Bonifacio)

Les Figouns  de Mons furent accueillis (contre franchises à payer en retour) en deux périodes : 1260 et 1468. Ils provenaient principalement de la région de Vintimille (Vallée de la Nervia, de Pigna). En bons maçons, ils participèrent largement à l'édification de la ville et de ses remparts. C'est à leur époque que l'olivier fut introduit dans la région. Ils sont souvent liés à la culture, au commerce et à la préparation des figues (frigoule ou frigoure), d'où leur appellation.
Le "figoun" est un mélange non structuré de ligure et de provençal, comme on en retrouve à Escragnolles ou Biot. Les patronymes Bosio, Brosco, Bruzon, Canille, Chappory, Chiappe, Chichon, Durante, Galliano, Machiavello, Massa, Monteverde, Olivero, Parody, Passano, Pisarello, Poggio, Porro, Restano, Risso, Sanguinetti, Traverso, y sont très répandus. Certains Monsois se servent encore du figoun quand ils ne veulent pas être compris par les « estrangers » ![réf. nécessaire]
L'abbé Jean-Pierre Papon (1780) rapporte un des premiers témoignages de ce dialecte : « On croit que c'est l’idiome des Sarrasins : on se trompe, c'est l'ancien patois de Gênes ».
Il fut utilisé jusqu'à la fin du XIXe et a laissé très peu de traces écrites.

## Littérature
- Un poème en figoun, E due bessoune, a été publié [8] en 1899.
- extrait d'un probable lexique manuscrit figoun-français retrouvé dans les archives du château de Beauregard à Mons (Var) et identifié par Fiorenzo Toso [9] comme ayant des similitudes avec un patois ancien de la région nord de Gênes (XVIIe)

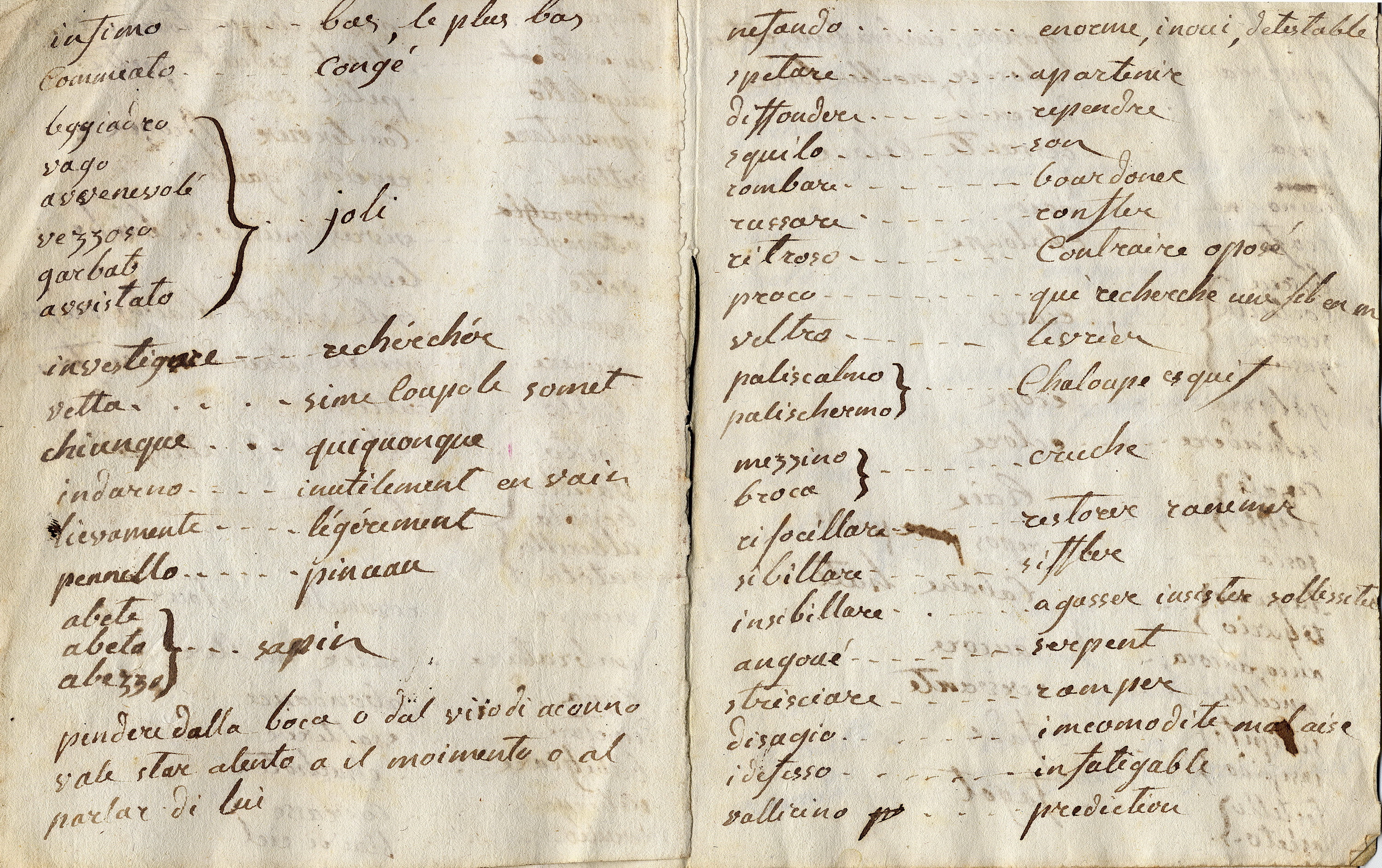
extrait d'un manuscrit issu des archives du château de Beauregard à Mons